# Dendrophyllia johnsoni
Espèce
Statut CITES
Dendrophyllia johnsoni est une espèce de coraux appartenant à la famille des Dendrophylliidae.

## Habitat et répartition
Ces coraux ont été répertoriés dans deux endroits aux îles Galápagos : au large de Santa Cruz et sur un mont sous-marin au nord de Santiago. Ils sont endémiques des îles Galápagos,.